# Kno-arts of nko-arts
Een kno-arts, keel-neus-oorarts (Nederlandse term) of nko-arts, neus-keel-oorarts (Belgische term) of otorinolaryngoloog is een medisch specialist op het gebied van otorinolaryngologie die zich bezighoudt met onderzoek en behandeling van aandoeningen van keel, neus, oren, en van het hoofd-halsgebied. Na de basisopleiding tot arts volgt een vier- tot vijfjarige specialisatie, en in sommige gevallen daarna nog een subspecialisatie van een of twee jaar. Internationaal wordt het specialisme van otorinolaryngologie wel afgekort tot ORL.
Veel kinderen hebben ooit kennisgemaakt met de kno-arts vanwege het verwijderen (knippen) van keel- of neusamandelen of het plaatsen van trommelvliesbuisjes. Gespecialiseerde kno-artsen behandelen ook afwijkingen in het overige hoofd-halsgebied, zoals gezwellen in de hals en in de speekselklieren (hoofd-halschirurgie) of aandoeningen in het gelaat (plastische en reconstructieve aangezichtschirurgie).
De kno-arts besteedt ongeveer 75% van zijn tijd aan het spreekuur en 25% aan het doen van ingrepen, zoals opereren en poliklinische behandelingen.
Bij sommige aandoeningen werken kno-artsen samen met paramedici zoals logopedisten of audiologen, bijvoorbeeld in een audiologisch centrum of bij problemen met de mondmotoriek, verwijzen ze patiënten naar hen door.